# Köfte

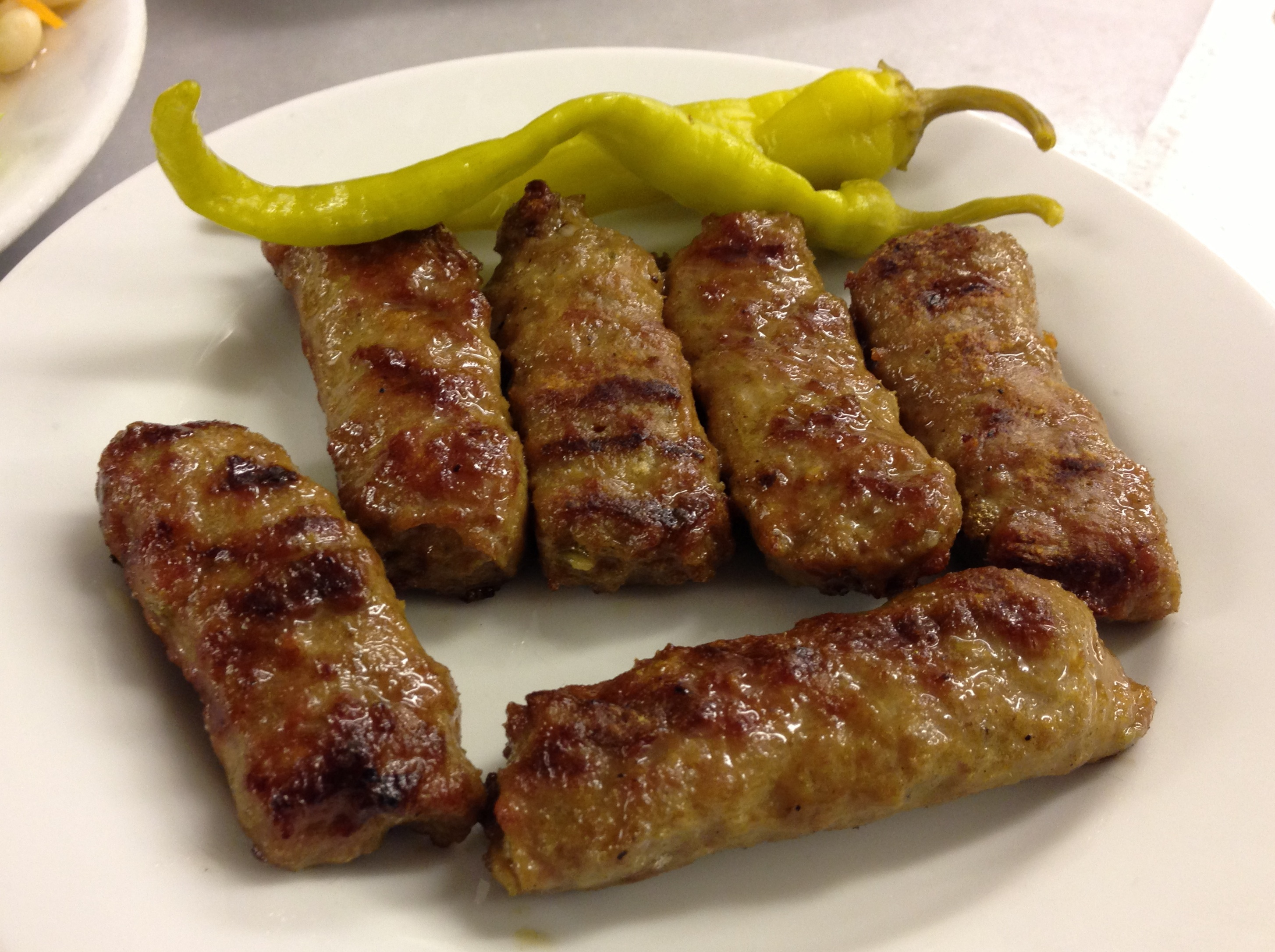
Köfte

Köfte is een wijdverbreid vleesgerecht dat ontstond rond 1500 in het Ottomaanse Rijk. Varianten worden op de Balkan en Cyprus en in Griekenland, Turkije, Noord-Afrika, het Midden-Oosten en in India gegeten. Dit komt mede door de Ottomaanse overheersing over deze landen. Het Perzische woord kūfta betekent vleesbal. Kort gezegd bestaat het gerecht dan ook uit vleesballen die ondergedompeld zijn in saus. De balletjes worden vooraf gestoofd, gebakken of gekookt voordat ze in de saus gaan. Soms wordt in plaats van vlees ook vis of groente gebruikt. Ook kan het vlees rond een hardgekookt ei gerold worden.
In België wordt dit meestal op de Franse manier, 'Kefta' gespeld in restaurants.
Een opvallende variant is het gerecht Koofteh Tabrizi uit de Perzische keuken, waarbij vleesballen met een doorsnee tot wel 20 cm worden gemaakt.